# Ak kałpak
Ak kałpak – tradycyjne kirgiskie męskie nakrycie głowy uszyte z czterech kawałków filcu w kształcie klina.
Kształt ak kałpaka symbolizuje kirgiskie góry, a biały kolor oznacza czystość, uczciwość i świętość, zaś symbolika każdego ornamentu jest inna. Najbardziej rozpowszechniona wersja ma czarne oblamowanie i ornament. Kałpak jest także jedną z najpopularniejszych pamiątek z Kirgistanu. Od 2016 r. 5 marca w Kirgistanie obchodzony jest Dzień Ak Kałpaka.
Tradycyjnie ak kałpak był noszony przez wszystkich mężczyzn, niezależnie od wieku i statusu majątkowego. Zgodnie z tradycją ludową każdy powinien traktować swój ak kałpak z szacunkiem, starannie przechowywać i oddać go tylko swoim potomkom w ramach spadku. Równocześnie powszechnie znany jest przesąd, zgodnie z którym jego zgubienie przynosi nieszczęście.